# Claret (Hérault)
Claret è un comune francese di 1 416 abitanti situato nel dipartimento dell'Hérault nella regione dell'Occitania.

## Società

### Evoluzione demografica
Abitanti censiti